# Nikolaus Harnoncourt
Johann Nikolaus Graf von La Fontaine und Harnoncourt-Unverzagt, mai cunoscut ca Nikolaus Harnoncourt  (n. 6 decembrie 1929, Berlin, Republica de la Weimar – d. 5 martie 2016, Sankt Georgen im Attergau⁠(d), Austria Superioară, Austria) a fost un dirijor, muzicolog, gambist și violoncelist austriac, specialist în interpretarea documentată istoric.

## Carieră
S-a născut în 1929 într-o familie aristocratică de origine din Lorena; familia mamei era înrudită cu Casa de Habsburg. S-a crescut în Graz, Austria.
A învățat violoncelul sub îndrumarea lui Paul Grümmer și a lui Emanuel Brabec din cadrul Academiei de Muzică din Viena. A debutat ca violoncelist clasic la Orchestra Filarmonică din Berlin din 1952 până în 1969. În anul 1953 a înființat orchestra Concentus Musicus Wien, specializată în interpretarea documentată istoric, cu care a înregistrat, printre altele, ciclul complet de cantate sacre ale lui Johann Sebastian Bach alături de Gustav Leonhardt. În paralel și-a început cariera de dirijor la Teatro alla Scala cu opera Il ritorno d'Ulisse in patria a lui Monteverdi. A condus unele dintre cele mai cunoscute orchestre din lumea, inclusiv Concertgebouw Amsterdam, Chamber Orchestra of Europe, Orchestra Filarmonică din Berlin și cea din Viena, înregistrând mai mult de 500 discuri.
S-a retras din activitate în decembrie 2015, la vârsta de 85 de ani. S-a stins din viață pe 6 martie 2016 în satul Sankt Georgen im Attergau, la vestul orașului Salzburg.